# Брунело
Брунело (итал. Brunello) је насеље у Италији у округу Варезе, региону Ломбардија.
Према процени из 2011. у насељу је живело 862 становника. Насеље се налази на надморској висини од 405 м.

## Становништво
| 1931. | 1936. | 1951. | 1961. | 1971. | 1981. | 1991. | 2001.     | 2011. |
| ----- | ----- | ----- | ----- | ----- | ----- | ----- | --------- | ----- |
| 349   | 318   | 378   | 427   | 591   | 735   | 842   | 1.000.000 | 1.030 |